# رمچاه
رمچاه، روستایی در دهستان حومه بخش مرکزی شهرستان قشم در استان هرمزگان ایران است.
روستای رمچاه در ضلع جنوب شرقی جزیرهٔ قشم در ۴ کیلومتری ساحل جنوبی با فاصله‌ای ۱۷ کیلومتری منتهی الیه شرقی جزیره که شهرستان قشم می‌باشد قرار دارد و با فاصله‌ای ۴ کیلومتری از ساحل دریا و ۵ کیلومتری شهر تاریخی خربس می‌باشد و دارای دو جادهٔ آسفالتهٔ ارتباطی بوده.
رمچاه دارای ۱۰ مسجد که ۶ مسجد در محلهٔ قدیم و یک مسجد در محلهٔ جدید رمچاه طال خرگان و یک مسجد در منطقه بهتویه رمچاه و یک مسجد در موج شکن روستا قرار دارد. مسجد جامع از قدیمی‌ترین مساجد این روستا محسوب می‌شود که بارها تغییر، مرمت و تجدید بنا گردیده‌است و تاریخی که موجود است، در سال ۱۱۰۰ ه‍. ق. توسط محمد علی ملا مبارک بنیان و تجدید بنا گردیده‌است.

## تاریخچه
سکونتگاه اولیهٔ مردم روستای رمچاه تا نیمه اول قرن یازدهم هجری قمری در منطقهٔ زیر شهر که به آن زیر کوه نیز گفته می‌شود و از عمارت و آبادانی برخوردار بوده‌است قرار داشت، این منطقه تا رمچاه کنونی ده کیلومتر فاصله دارد.
واز روی خرابه‌های موجود معلوم شد که این قریه دارای یکصد خانوار بوده و اگر میانگین جمعیت آن برای هر خانواده ۵ نفر در نظر گرفته شود در حدود ۵۰۰ نفر جمعیت داشته‌است؛ و به نقلی شغل اصلی مردم آن صیادی و کشاورزی بوده و در کنار آن به دامداری نیز مشغول بودند. بنا بر روایت دیگر قدیمی‌ترین نسل مردمان روستای رمچاه در ابتدا در منطقه‌ای نزدیک کوه خربس زندگی می‌کردند به به دلیل نزدیکی زیاد به دریا طعمه راحتی برای دزدان دریای بوده اندو مجبور به ترک آنجا شده‌اند. قدمت این روستا به ۴۰۰ سال می‌رسد. همچنین ارتباط زیادی اهل رمچاه با ناحیه رمس (دهستان) در امارات داشتند 
این قریه بر تپه‌ای مشرف بر زمینان مزروعی که متعلق به ساکنین قریه بوده‌است قرار دارد شهر دارای یک مسجد بوده که در ناحیهٔ جنوب شرقی آن قرار داشته‌است که هم‌اکنون آثار و خرابه‌های به جا ماندهٔ آن قابل رؤیت و تشخیص می‌باشد. این مسجد که خیلی بزرگ به نظر نمی‌رسد در داخل اتاق آن دو ستون قرار داشته که بوسیلهٔ چهار دیوار اتاق مسجد و همچنین ستون‌های درونی آن سقف مسجد را قائم نموده‌است. مصالح به کار رفته در مسجد عبارت از سنگ، گچ، گل، تخته و احیاناً شکافته‌های درخت خرما بوده که در گویش محلی به آن تافال گفته می‌شود.
علت نامگذاری روستا همانگونه که از معنی و مفهوم آن پیداست بیانگر رونق کشت و زرع و وفور آب در این محل بوده‌است. چرا که رمه در اصطلاح دامداران به دویست راس گوسفند می‌گویند و چاه هم همچنانکه می‌دانیم معنی چاه دارد. پس معلوم است که به واسطهٔ وجود بیش از دویست حلقه چاه فعال معروف بوده‌است و این دو کلمه رمه و چاه که به صورت جدا از هم نوشته می‌شده‌است و در حین تلفظ یکنوع ثقلیت احساس می‌شده‌است به تدریج به خاطر سهولت در تلفظ رمچاه گفته شده‌است به همین جهت بعد از آن، نوشتن آن نیز به صورت سر هم تغییر یافته‌است.

## جمعیت
بر پایه سرشماری عمومی نفوس و مسکن در سال ۱۳۹۵، جمعیت این روستا برابر با ۳٬۶۸۱ نفر (۹۶۰ خانوار) بوده‌است.